# Atlas Shrugged
 Atlas Shrugged  (tiếng Việt: Atlas vươn mình) là một truyện tiểu thuyết của Ayn Rand, xuất bản lần đầu vào năm 1957 tại Hoa Kỳ. Đây là quyển tiểu thuyết thứ tư, dài nhất và cuối cùng của Ayn Rand, và bà xem nó là đỉnh cao sự nghiệp viết tiểu thuyết của mình. Khi còn được viết, tiểu thuyết có nhan đề là The Strike (Cuộc đình công). Nó miêu tả một nước Hoa Kỳ trong một thời kỳ đen tối, khi các nhà công nghiệp và doanh nhân hàng đầu tổ chức một cuộc tổng đình công - không cho nhà nước bốc lột lao động của họ cho "lợi ích chung". Nhân vật chính, Dagny Taggart, chứng kiến cảnh xã hội dần dần sụp đổ khi nhà nước điều khiển ngày càng nhiều ngành công nghiệp, trong khi những công dân có nhiều đóng góp nhất, dưới sự lãnh đạo của một nhân vật bí ẩn tên là John Galt, ngày càng mất dần. Galt miêu tả cuộc đình công này là "ngưng lại động cơ mô tô của thế giới" bằng cách rút đi "đầu óc" phát động sự phát triển và năng suất xã hội; với cuộc đình công này, họ muốn chứng minh rằng nền kinh tế và xã hội sẽ sụp đổ nếu không có động cơ lợi nhuận và nỗ lực của những người có lý trí và năng lực.
Nhan đề của tiểu thuyết nhắc đến Atlas, một trong những vị thần khổng lồ Titan trong thần thoại Hy Lạp, người đã phải gánh bầu trời trên vai. Tiểu thuyết có những tình tiết trinh thám và khoa học viễn tưởng, và diễn đạt nhiều nhất ý tưởng chủ nghĩa khách quan (objectivism) của Ayn Rand trong tất cả các tiểu thuyết của bà, trong lời độc thoại dài dòng của người lãnh đạo cuộc đình công John Galt.
Trong Atlas Shrugged Ayn Rand cho rằng sự ích kỷ và tư lợi có lý trí (rational self-interest) là hợp luân lý. Nó biện hộ triết lý chủ nghĩa khách quan của Rand và miêu tả quan niệm của tác giả về thành tựu con người. Quyển tiểu thuyết nhắc đến một số khái niệm triết lý mà sau này Rand đã phát triển thành triết lý chủ nghĩa khách quan. Quyển sách phản ánh nhiều quan niệm của tác giả, như ủng hộ cho lý trí, chủ nghĩa cá nhân, chủ nghĩa tư bản, kinh tế thị trường, và sự sụp đổ của nhà nước.
Lúc mới xuất bản vào năm 1957, Atlas Shrugged nhận nhiều phê bình chỉ trích, nhưng đã giành được sự ưa thích lâu dài và bán chạy trong các thập kỷ sau đó. Ngày nay, Atlas Shrugged được xem là một trong những tiểu thuyết có ảnh hưởng nhất, nhất là trong giới kinh doanh. Trong một cuộc thăm dò của Thư viện Quốc hội và Book of the Month Club (Câu lạc bộ mỗi tháng một quyển sách) vào năm 1991, Atlas Shrugged là quyển sách đứng thứ nhì trong các quyển sách có ảnh hưởng nhiều nhất trong cuộc đời độc giả Mỹ (chỉ thua Kinh thánh). Trong cuộc khủng hoảng kinh tế toàn cầu cuối thập niên 2000, nhiều người đã cho rằng nhiều tình tiết trong tiểu thuyết đang biến thành sự thật và quyển sách được bán chạy hơn trước.

## Nội dung
Atlas Shrugged diễn ra tại Hoa Kỳ trong một thời điểm nào đó không xác định. Khi tiểu thuyết bắt đầu, nhân vật chính Dagny Taggart, một giám đốc của công ty đường sắt Taggart Transcontinental đang cố gắng giữ công ty trong thời kỳ kinh tế suy sụp; chủ nghĩa tập thể và chủ nghĩa nhà nước đang nổi lên. James Taggart, anh của Dagny và chủ tịch của công ty, chỉ biết sơ qua về tình hình suy sụp của công ty, nhưng không chịu đưa ra quyết định gì vì không muốn lãnh trách nhiệm cho các hành động của mình. Trong lúc việc này đang xảy ra, Dagny rất thất vọng khi biết rằng Francisco d'Anconia, người bạn thời thơ ấu và mối tình đầu của cô, và là vua của công nghiệp đồng nay đã trở thành một kẻ ăn chơi vô dụng và đang tự hủy hoại doanh nghiệp của mình.
Dagny gặp Hank Rearden, một đại gia tự lập trong công nghiệp thép và là người sáng chế ra một hợp kim tên là kim loại Rearden. Sự nghiệp của Rearden đang bị cản trở vì ông cảm thấy có bổn phận với vợ mình, và công ty của ông đang có nguy cơ bị nhà nước tiếp quản. Cô cũng gặp Tiến sĩ Robert Stadler, một giáo sư vật lý và là người đã thành lập "Viện Khoa học Nhà nước", với mục đích giải thoát các phát minh khoa học ra khỏi tầm tay của các nhà tư bản đả bỏ tiền ra bảo trợ chúng, và đưa vào tay các công chức nhà nước. Dagny cũng làm quen với Wesley Mouch, một nhà hoạt động hành lang tại Washington đang dẫn đầu nỗ lực của nhà nước để điều khiển mọi hoạt động thương mại và công nghiệp, và Ellis Wyatt, người thành lập công ty dầu khí Wyatt Oil.
Trong khi tình hình kinh tế ngày càng suy sụp, và các cơ quan nhà nước đang ngày càng nhúng tay vào những hoạt động của các doanh nghiệp đang thành công, nhiều người bắt đầu dùng câu nói "John Galt là ai?" để nói lên ý "Đừng hỏi những câu hỏi lớn, vì chúng ta không có câu trả lời." Dagny khám phả ra rằng những người có sáng kiến và các nhà lãnh đạo kinh doanh đang biến mất hàng ngày trong những hoàn cảnh mở ám.
Dagny và Hank tìm ra được dấu vết của một động cơ mô tô có thể biến tĩnh điện từ không khí thành động năng, cũng như chứng cớ rằng những "Atlas" của thế giới, những người "làm thế giới chuyển động", đang biến mất vì những hành động của một người mà cô gọi là "Kẻ hủy diệt". Trong lúc tìm kiếm người sáng chế ra động cơ, Hank và Dagny phải trải nghiệm sự vô ích của việc cố gắng tồn tại trong một xã hội căm ghét họ và động cơ thúc đẩy của họ cũng như khả năng sáng tạo và thành đạt của họ.
Trong đoạn cuối của tiểu thuyết, Taggart khám phá ra sự thật về John Galt, người đang lãnh đạo một cuộc "đình công" chống lại những kẻ lợi dụng pháp luật và "tội lỗi đạo đức" để tước đi những thành tích của những người có ích nhất trong xã hội. Khi nhà nước tham lam đến đà sụp đổ, Galt xuất hiện để tái tạo một xã hội theo mô hình lý tưởng của mình - một xã hội ca tụng thành tích cá nhân và tư lợi có lý trí - và đọc một diễn văn dài (66 trang trong bản bìa mỏng) giải thích đề tài của tiểu thuyết cũng như triết lý chủ nghĩa khách quan của Rand.

## Đón nhận
Ba ngày sau khi xuất bản, Atlas Shrugged đứng thứ 6 trong danh sách các sách bán chạy nhất của tờ The New York Times. Nó giữ địa vị trong danh sách đến 21 tuần, với vị trí cao nhất là thứ 4 trong sáu tuần kể từ ngày 8 tháng 12 năm 1957.
Nhìn chung, Atlas Shrugged bị giới phê bình chỉ trích, mặc dù trong lĩnh vực thương mại thì nó bán rất chạy. Mimi Reisel Gladstein viết rằng những nhà phê bình "thưởng thức được lối viết văn và thông điệp của Rand" đã bị "lấn áp bởi những người có phản ứng từ chống đối kích động đến chỉ không hiểu". Helen Beal Woodward, trong bài viết phê bình Atlas Shrugged cho tờ The Saturday Review, phát biểu rằng tiểu thuyết đã được viết với "kỹ thuật chói lọi" nhưng đã bị "bắn xuyên bằng sự căm ghét". Ý kiến này cũng được Granville Hicks phát biểu, trong tờ The New York Times Book Review, cũng viết rằng quyển sách được "viết trong lòng căm hận"" Người phê bình cho tờ Tạp chí Time hỏi: "Nó có phải là một tiểu thuyết không? Nó có phải là một cơn ác mộng không? Nó có phải là Siêu nhân––theo phiên bản trong truyện tranh hay theo Nietzsche?" Trong tờ tạp chí bảo thú National Review, Whittaker Chambers cho rằng Atlas Shrugged "tự cao tự đại" và "ngớ ngẩn phi thường," và nói ràng nó "chỉ được gọi là tiểu thuyết bằng cách làm mất phẩm giá nghĩa của tiểu thuyết". Chambers biện lý chống sự đề cao ngầm của thuyết vô thần, nơi mà "con người trong thế giới Rand, như con người trong thế giới Marx, là trung tâm của thế giới vô thần." Chambers cũng viết rằng thông điệp ngầm của tiểu thuyết cũng giống như chủ nghĩa Nazi.
Các phê bình tích cực cũng được tìm thấy trong một vài báo. Richard McLaughlin, phê bình tiểu thuyết cho tờ The American Mercury, so sánh nó với Túp lều bác Tôm trong độ quan trọng. Ký giả và nhà phê bình nổi tiếng John Chamberlain, trong tờ The New York Herald Tribune, cho rằng tiểu thuyết đã làm thỏa mãn trong nhiều lĩnh vực: khoa học viễn tưởng, truyện trinh thám theo kiểu "Dostoevsky" và quan trọng nhất, "một truyện ngụ ngôn chính trị sâu sắc."

## Ảnh hưởng
Trong một cuộc thăm dò của Thư viện Quốc hội và Book of the Month Club (Câu lạc bộ mỗi tháng một quyển sách) vào năm 1991, Atlas Shrugged là quyển sách đứng thứ nhì, chỉ thua Kinh thánh, trong các quyển sách có ảnh hưởng nhiều nhất trong cuộc đời độc giả Mỹ. Trong cuộc thăm dò trực tuyến 3 tháng của tổ chức Modern Library trong năm 1998 về 100 tiểu thuyết hay nhất trong thế kỷ 20 Atlas Shrugged được xếp hạng thứ nhất mặc dù nó không nằm trong danh sách được ban hội thảo gồm các tác giả và học giả đưa ra. Danh sách nhận 217.520 phiếu biểu quyết.
Năm 1997, Viện Cato, một tổ chức theo chủ nghĩa tự do, đã tổ chức một cuộc hội thảo với Xã hội Atlas, một tổ chức theo chủ nghĩa khách quan để kỷ niệm 40 năm ngày Atlas Shrugged xuất bản. Tại cuộc hội thảo này, Howard Dickman của tờ Reader's Digest nói rằng quyển tiểu thuyết đã "chỉ hướng nhiều độc giả đến những ý tưởng về tự do" và quyển sách có thông diệp quan trọng về "quyền hạnh phúc sâu sắc" của độc giả.